# Erynniola russipes
Erynniola russipes là một loài ruồi trong họ Tachinidae.